# 笈田雅人
笈田 雅人（おいだ まさと、1965年8月3日 - ）は、日本のテレビドラマ・映画プロデューサー。有限会社VISUAL FRONT LINE INSTITUTE代表取締役。東京都出身。

## プロフィール
- 1989年 - 円谷プロダクション入社。
- 1996年 - 『ウルトラマンティガ』をプロデュース。
- 1999年 - 『ブースカ! ブースカ!!』をプロデュース。
- 2004年 - 7月30日をもって円谷プロを退社。同年9月1日にオークスに入社するも約1年半で退社した。
- 2006年 - 円谷プロに再入社。
- 2009年 - 円谷プロから再び退社。
- 2010年 - 有限会社VISUAL FRONT LINE INSTITUTEを設立。

## 経歴・人物
明治学院大学を卒業後、円谷プロ入社。営業部配属中はCM製作等にも一部参加。『ウルトラマンティガ』製作開始時プロデューサーになる。平成ウルトラシリーズ基礎を作った人物たちの一人である。『ティガ』第18話などではTPC隊員役としてカメオ出演している。
明治学院大学在学中は、体育会弓道部に所属していた。
プロレスのファンであり、『ウルトラマンガイア』第34話では、撮影現場へ見学に来た橋本真也の出演希望を受けて原案を担当している。

## 主な作品

### プロデューサー作品
- ウルトラマンVS仮面ライダー（1993年）
- ウルトラマンティガ（1996年）
- ウルトラマンダイナ（1997年）
- ウルトラマンガイア（1998年）
- ブースカ! ブースカ!!（1999年）